# Найяр, Кунал
Куна́л Найя́р (англ. Kunal Nayyar, род. 30 апреля 1981, Лондон) — британский актёр. Он сыграл Раджа Кутраппали в ситкоме CBS «Теория большого взрыва» (2007—2019) и озвучил Виджея в анимационном ситкоме Nickelodeon «Санджей и Крейг» (2013—2016). Найяр также снялся в фильмах «Ледниковый период 4: Континентальный дрейф» (2012), «Писака» (2014), «Доктор таксист» (2014), «Употреблено» (2015), «Тролли» (2016) и «Сладость в животе» (2019). Forbes включил Найяра на третьем месте в список самых высокооплачиваемых телевизионных актёров в мире в 2015 и 2018 годах с доходом 20 миллионов долларов США и 23,5 миллиона долларов США соответственно.

## Биография
Кунал Найяр родился в Лондоне (Великобритания), но вырос в Нью-Дели (Индия). После окончания средней школы Найяр отправился в Соединённые Штаты, чтобы продолжить образование в колледже. Он специализировался в области бизнеса в университете Портленда в штате Орегон; пока он там жил, брал уроки актёрского мастерства.
В американском колледже Кунал Найяр был приглашён на театральный фестиваль, и в конечном итоге получил премию Марка Твена, а также стипендии в престижном театре Sundance Lab. После чего он стал магистром искусств в университете Темпл города Филадельфия. Он также появился в Lovers Labors Lost at the Royal Shakespeare Company в городе Стратфорд-апон-Эйвон в Англии.
В декабре 2011 года Найяр женился на Нехе Капур, обладательнице титула «Мисс Индия-2006».
В 2015 году вышла книга Кунала «Yes, My Accent Is Real: And Some Other Things I Haven’t Told You».

## Фильмография
| Год       |    | Русское название                           | Оригинальное название                           | Роль                                    |
| --------- | -- | ------------------------------------------ | ----------------------------------------------- | --------------------------------------- |
| 2004      | ф  |                                            | S.C.I.E.N.C.E                                   | Разносчик пиццы                         |
| 2007—2019 | с  | Теория Большого взрыва                     | Big Bang Theory                                 | Раджеш Кутраппали                       |
| 2007      | с  | Морская полиция: Спецотдел                 | Navy NCIS: Naval Criminal Investigative Service | Youssef Zidan gyy                       |
| 2012      | мф | Ледниковый период 4: Континентальный дрейф | Ice Age: Continental Drift                      | Гупта / Gupta                           |
| 2013—2016 | мс | Санджей и Крейг                            | Sanjay and Craig                                | Виджей Пател                            |
| 2013—2014 | с  |                                            | Sullivan & Son                                  | Санджай / Нил                           |
| 2013      | ф  | Писа́ка                                     | The Scribbler                                   | Карим / Karem                           |
| 2014      | ф  | Доктор Таксист                             | Dr. Cabbie                                      | Тони                                    |
| 2015      | с  | Проект Минди                               | The Mindy Project                               | Сендхил (эпизод «While I Was Sleeping») |